# Aplidium pellucidum
Aplidium pellucidum is een zakpijpensoort uit de familie van de Polyclinidae. De wetenschappelijke naam van de soort is voor het eerst geldig gepubliceerd in 1855 door Leidy.